# Rubinette
 (octobre 2011).
Si vous disposez d'ouvrages ou d'articles de référence ou si vous connaissez des sites web de qualité traitant du thème abordé ici, merci de compléter l'article en donnant les références utiles à sa vérifiabilité et en les liant à la section « Notes et références ».
Rubinette est le nom d'un cultivar de pommier domestique.

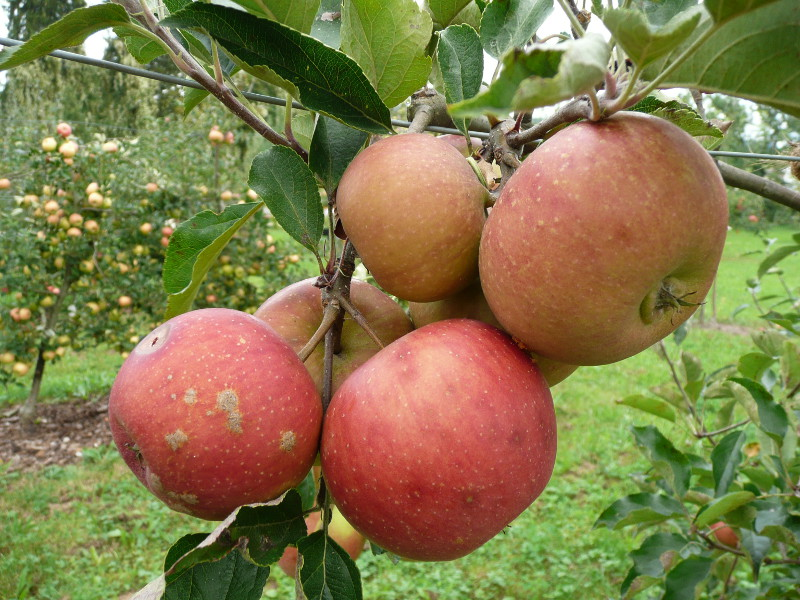
Rubinette.

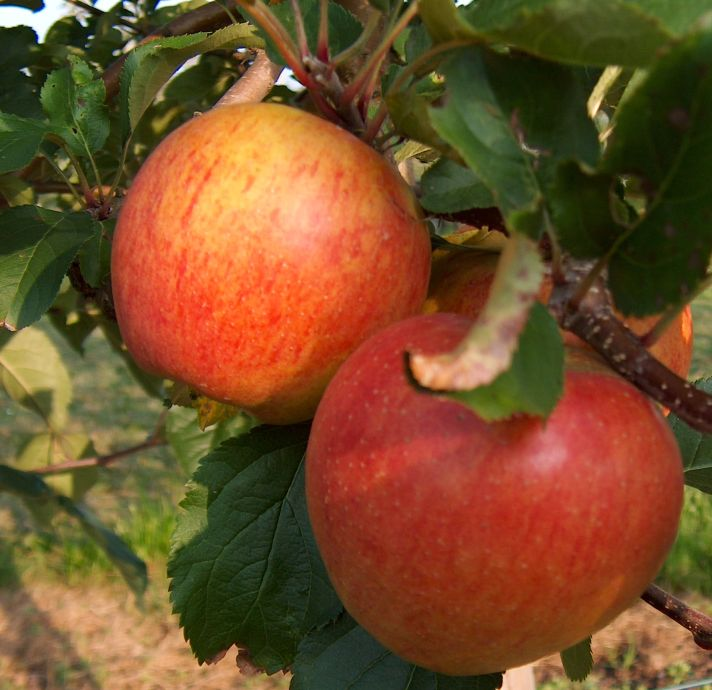
Dans l'arbre.

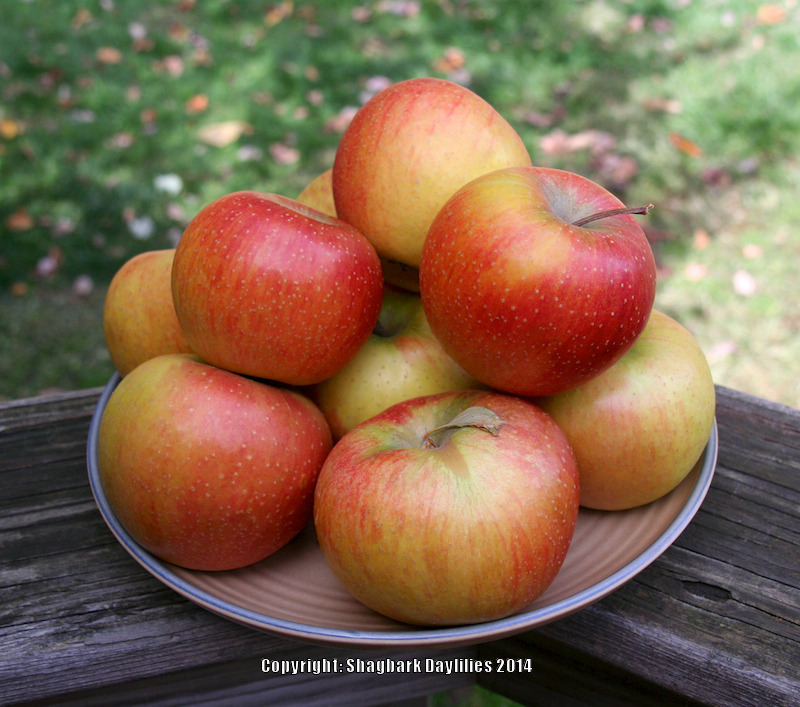
En exposition.

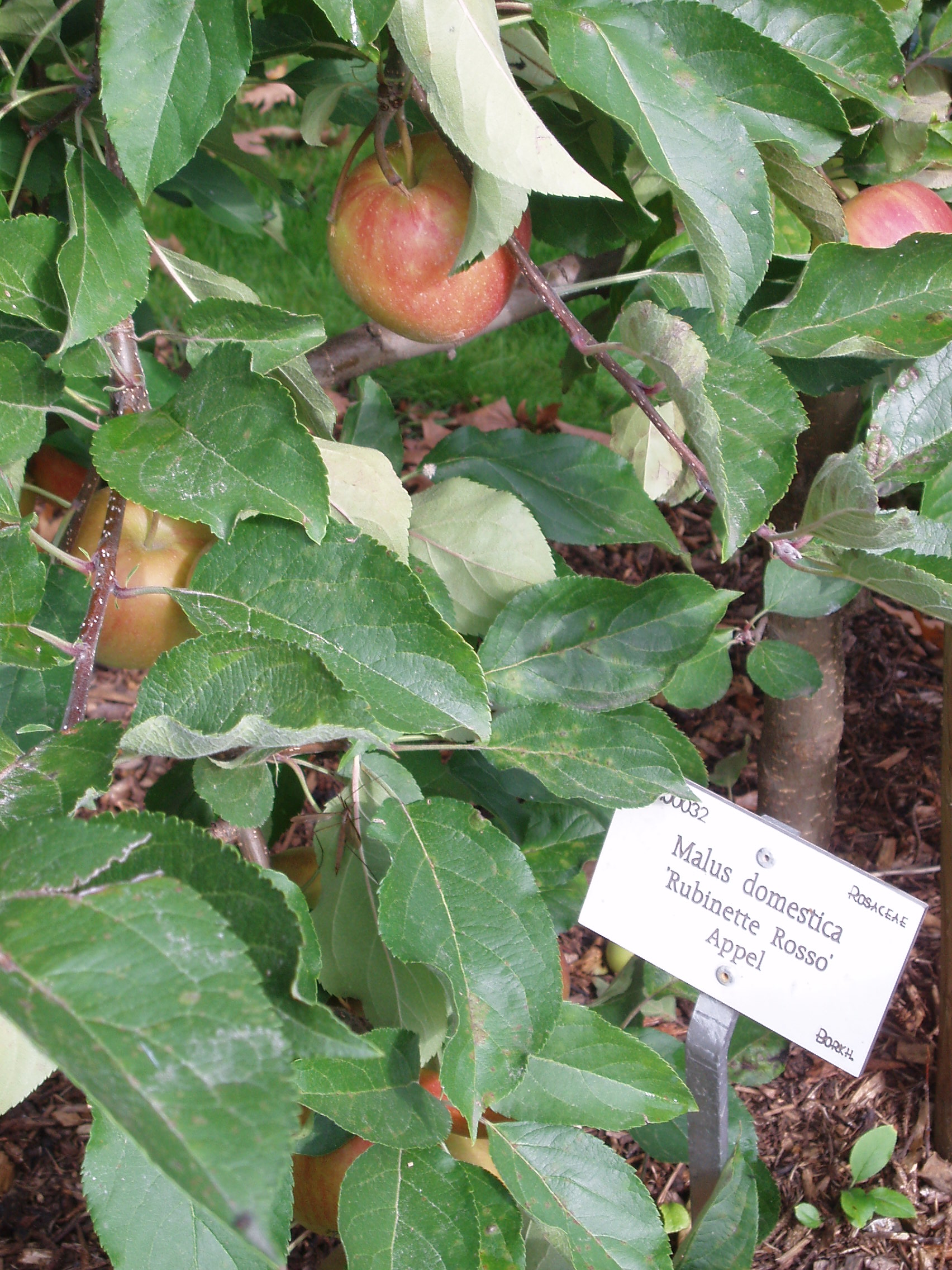
Rubinette rouge.

## Origine
C'est un croisement de Golden Delicious × Cox's Orange Pippin. La variété est résistante aux maladies.
Elle a été créée vers 1950, à Rafz (nord de Zurich) en Suisse et c'est également dans ce pays qu'elle a été développée par Walter Hauenstein entre 1964 et 1982.

## Description

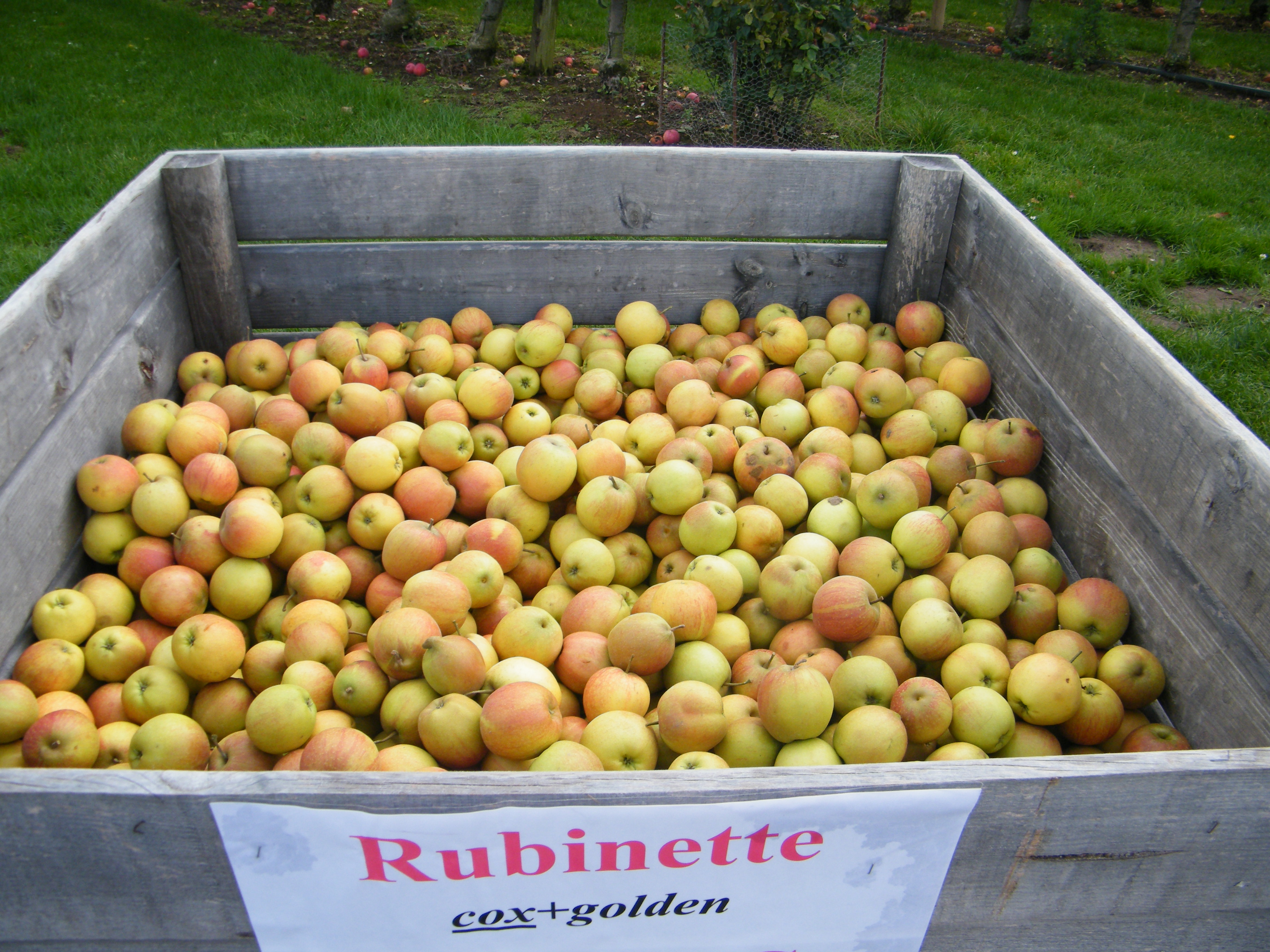
Disponible à la vente.

La pomme est striée de rouge sur fond orange.
L'arbre est d'une vigueur modeste, son développement et sa production peuvent être améliorés par greffage sur MM106 ou mieux M9.
Les fruits n'atteignent guère qu'une taille très moyenne. Un éclaircissage des fruits est recommandé : un seul par bouquet.
Le fruit s'est taillé une réputation de pomme très goûteuse, croquante.
Sa faible teneur en vitamine C, sa conservation de un à deux mois et sa résistance au gel la caractérisent particulièrement.
Elle est relativement sensible au feu bactérien et au mildiou.

## Pollinisation
- Variété diploïde
- Groupe de floraison : B